# Dactylolabis nitidithorax
Dactylolabis nitidithorax là một loài ruồi trong họ Limoniidae. Chúng phân bố ở miền Tân bắc.